# Maine (Outagamie)
Maine es un pueblo ubicado en el condado de Outagamie en el estado estadounidense de Wisconsin. En el Censo de 2010 tenía una población de 866 habitantes y una densidad poblacional de 8,93 personas por km².

## Geografía
Maine se encuentra ubicado en las coordenadas 44°32′54″N 88°33′34″O / 44.54833, -88.55944. Según la Oficina del Censo de los Estados Unidos, Maine tiene una superficie total de 96.93 km², de la cual 95.06 km² corresponden a tierra firme y (1.93%) 1.87 km² es agua.

## Demografía
Según el censo de 2010, había 866 personas residiendo en Maine. La densidad de población era de 8,93 hab./km². De los 866 habitantes, Maine estaba compuesto por el 98.61% blancos, el 0.12% eran afroamericanos, el 0% eran amerindios, el 0.35% eran asiáticos, el 0% eran isleños del Pacífico, el 0.46% eran de otras razas y el 0.46% pertenecían a dos o más razas. Del total de la población el 3% eran hispanos o latinos de cualquier raza.